# My Wave
«My Wave» es una canción extraída como sencillo del álbum Superunknown de Soundgarden en 1994. Solo fue editada como sencillo en Australia, y lo hizo a través de A&M Records.
«My Wave» presenta el estilo característico de la banda: está compuesta en compás 5/4 (sólo en sus estrofas, dado que en puentes y estribillo, regresa al clásico 4/4), cambiando inesperadamente de compás o tempo a lo largo de toda la canción, lo que la vuelve algo difícil de seguir rítmicamente. Incluso, en el outro, los instrumentos hacen unos compases desfasados. Todo esto hace que el tema tenga una estructura inusual y algo trunca por momentos, pero sin perder la fluidez ni el sonido accesible.
La canción aparece en el disco recopilatorio MOM (Mothers for Our Mother Ocean), editado para beneficio de Surfrider Foundation, organización sin ánimo de lucro creada para la preservación de océanos, playas y costas.
- Datos: Q2743176